# Liga de Fútbol Moravia-Silesia
La Moravian–Silesian Football League (en checo: Moravskoslezská fotbalová liga) es una de las dos ligas que conforman la Tercera División de la República Checa (la otra es la BFL), la cual está compuesta principalmente por los equipos de las regiones de Moravia y Silesia, cuya sede se encuentra en la ciudad de Olomouc.

## Historia
La liga fue creada en el año 1991 durante la existencia de Checoslovaquia para reemplazar a la II.ČNL, y el ganador de la liga logra el ascenso a la Czech 2. Liga, mientras que los dos peores equipos en la temporada descienden a la Cuarta División de la República Checa.

## Equipos 2022/23
| Club                          | Temporada anterior              |
| ----------------------------- | ------------------------------- |
| SK Hanácká Slavia Kroměříž    | 2.º                             |
| FC Hlučín                     | 3.º                             |
| FC Baník Ostrava B            | 4.º                             |
| FC Slovan Rosice              | 5.º                             |
| 1. FC Slovácko B              | 6.º                             |
| SK Uničov                     | 7.º                             |
| FK Frýdek-Místek              | 8.º                             |
| FC Velké Meziříčí             | 9.º                             |
| 1. SC Znojmo FK               | 10.º                            |
| FK Blansko                    | 11.º                            |
| ČSK Uherský Brod              | 12.º                            |
| SK Kvítkovice                 | 14.º                            |
| FC Zlín B                     | 15.º                            |
| SFK Nové Město na Moravě      | 16.º                            |
| FK Hodonín                    | Ascendido de Divize D           |
| SK Hranice                    | Ascendido de Divize E           |
| 1. BFK Frýdlant nad Ostravicí | Ascendido de Divize F           |
| MFK Vítkovice                 | Compró la licencia del Vratimov |

## Lista de campeones
| Temporada | Campeón                  | Subcampeón                 |
| --------- | ------------------------ | -------------------------- |
| 1991–92   | SKP Znojmo-Práče         | VP Frydek-Mistek           |
| 1992–93   | VP Frydek-Mistek         | ZD Bohumin                 |
| 1993–94   | SK Sl.Slavia Uh.Hradiste | ČSK Uherský Brod           |
| 1994–95   | FC Alfa Slušovice        | FC Tatran Poštorná         |
| 1995–96   | FC Vítkovice             | ČSK Uherský Brod           |
| 1996–97   | FC Synot Staré Město     | SK Baník Ratíškovice       |
| 1997–98   | FC NH Ostrava            | SK Baník Ratíškovice       |
| 1998–99   | SK Baník Ratíškovice     | FC MSA Dolní Benešov       |
| 1999–00   | FK Holice 1932           | FC PSJ Jihlava             |
| 2000–01   | SK Sigma Olomouc B       | Kunovice                   |
| 2001–02   | FK Kunovice              | FC Group Dolni Kounice     |
| 2002–03   | FK Drnovice              | FC Banik Ostrava B         |
| 2003–04   | Kroměříž                 | Bystrc                     |
| 2004–05   | HFK Olomouc              | Hlučín                     |
| 2005–06   | Jakubčovice              | DOSTA Bystrc               |
| 2006–07   | Fulnek                   | FK Mutěnice                |
| 2007–08   | SK Sigma Olomouc B       | Znojmo                     |
| 2008–09   | FC Hlučín                | 1. SC Znojmo               |
| 2009–10   | 1. SC Znojmo             | HFK Olomouc                |
| 2010–11   | SFC Opava                | HFK Olomouc                |
| 2011–12   | HFK Olomouc              | MFK Frýdek-Místek          |
| 2012–13   | FK Třinec                | MFK Frýdek-Místek          |
| 2013–14   | SFC Opava                | SK Sigma Olomouc B         |
| 2014–15   | SK Sigma Olomouc B       | SK Hanácká Slavia Kroměříž |
| 2015–16   | 1. SK Prostejov          | MFK Vítkovice              |
| 2016–17   | SK Uničov                | SK Sigma Olomouc B         |
| 2017–18   | 1. SK Prostějov          | FC Velké Meziříčí          |